# 拉奈孤鶇
拉奈孤鶇（學名：Myadestes lanaiensis）是夏威夷群島茂宜島、拉奈島及摩洛凱島特有的鶇。牠們細小、深色及獨自生活，且在極危及可能已經滅絕。牠們長約7吋，雄鳥及雌鳥相似，背部呈深褐色，下身呈灰色，腳呈黑色。牠們是考愛島暗鶇、褐背孤鶇及夏威夷暗鶇的近親。
拉奈孤鶇的叫聲包括像長笛的旋律，水滴聲及口哨聲。牠們出沒於密林中，並經常停留在木下。牠們會震動雙翼，主要吃果實及昆蟲。
拉奈孤鶇已衰落成極危物種。最後確實分別是於1980年及1933年在摩洛凱島及拉奈島見到牠們。於1800年代末，牠們在這三個島上仍很豐富，但因土地開發及入侵的蚊嚴重影響其數量。另外入侵的動物，如野豬等亦是令其數量下降的原兇。

## 分類
拉奈孤鶇可能本身是一個亞種或族，但未有研究就已經滅絕了。已知其下有兩個亞種：
- M. l. lanaiensis
- M. l. rutha

## 外部連結
- BirdLife Species Factsheet （页面存档备份，存于）
- 拉奈孤鶇的立體圖